# Soul Mining
Albums de The The
Burning Blue Soul
(1981) Infected
(1986)
Singles
1. Uncertain Smile
Sortie : Octobre 1982
2. Perfect
Sortie : 11 février 1983
3. This Is the Day
Sortie : 2 septembre 1983

Soul Mining est le premier album studio officiel de The The, sorti le 21 octobre 1983.

## Contenu
Premier album de Matt Johnson sous le nom du groupe après la sortie en 1981 de Burning Blue Soul sous son propre nom, l'album est fait de paroles provocatrices destinées à Margaret Thatcher, premier ministre de l'époque.

## Réception
Il fait partie des 1001 albums qu'il faut avoir écoutés dans sa vie. Plusieurs titres sont rapidement classés dans les charts, l'album atteint la 27e place du UK Albums Chart et il fait partie de nombreux classements des meilleurs albums des années 1980.

## Liste des titres
Toutes les chansons sont écrites et composées par Matt Johnson.
| No | Titre                                           | Durée |
| -- | ----------------------------------------------- | ----- |
| 1. | I've Been Waitin' for Tomorrow (All of My Life) | 5:45  |
| 2. | This Is the Day                                 | 5:01  |
| 3. | The Sinking Feeling                             | 3:44  |
| 4. | Uncertain Smile                                 | 6:52  |
| 5. | The Twilight Hour                               | 5:58  |
| 6. | Soul Mining                                     | 4:50  |
| 7. | Giant                                           | 9:36  |

| 8. | Perfect | 5:36 |

| 1.  | I've Been Waitin' for Tomorrow (All of My Life)           | 5:45  |
| 2.  | This Is the Day                                           | 4:58  |
| 3.  | The Sinking Feeling                                       | 3:41  |
| 4.  | Uncertain Smile                                           | 6:53  |
| 5.  | The Twilight Hour                                         | 5:55  |
| 6.  | Soul Mining                                               | 4:47  |
| 7.  | Giant                                                     | 9:39  |
| 8.  | Uncertain Smile (New York 12" Version)                    | 10:00 |
| 9.  | Perfect (New York 12" Version)                            | 9:01  |
| 10. | This Is The Day (12" Version)                             | 5:26  |
| 11. | Fruit of the Heart                                        | 1:54  |
| 12. | Perfect (London 12" Version)                              | 5:41  |
| 13. | I’ve Been Waitin' for Tomorrow (All of My Life) (12" Mix) | 7:39  |

## Musiciens
- Harry Beckett : trompette sur Perfect
- Paul Boyle : flûte sur This Is the Day
- Andy Duncan : batterie sur This Is the Day, Uncertain Smile, Soul Mining et Perfect
- Paul Hardiman : voix sur Giant
- Camelle G. Hinds : basse sur I've Been Waitin' for Tomorrow (All of My Life), Uncertain Smile, The Twilight Hour, Giant et Perfect
- Jools Holland : piano sur Uncertain Smile
- David Johansen : harmonica sur Perfect
- Matt Johnson : voix, synthétiseurs, percussions
- Keith Laws : mélodica sur Three Orange Kisses from Kazan
- Thomas Leer : synthétiseurs sur I've Been Waitin' for Tomorrow (All of My Life), The Twilight Hour  et Giant
- Martin McCarrick : violoncelle sur The Twilight Hour
- Zeke Manyika : batterie sur I've Been Waitin' for Tomorrow (All of My Life), The Twilight Hour et Giant, voix sur Giant
- Jeremy Meek : basse sur The Sinking Feeling
- Steve James Sherlock : flûte, saxophone sur Three Orange Kisses from Kazan et Waitin' for the Upturn
- Anne Stephenson : violon sur The Twilight Hour
- Frank Want (alias Jim Thirlwell) : instrument à vibrations sur Giant
- Paul « Wix » Wickens : accordéon  sur This Is the Day